# Menander I

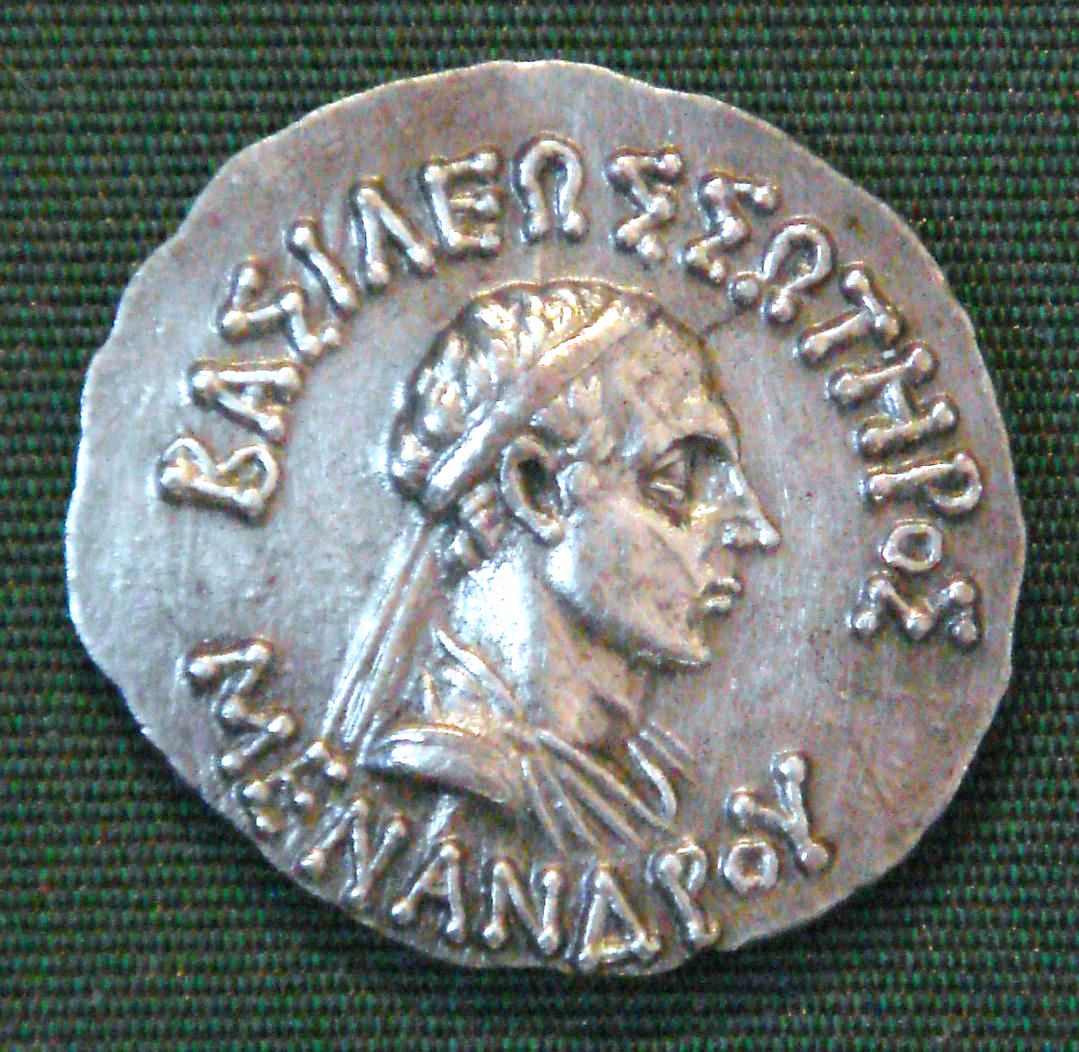
Zilveren munt van Menander I.

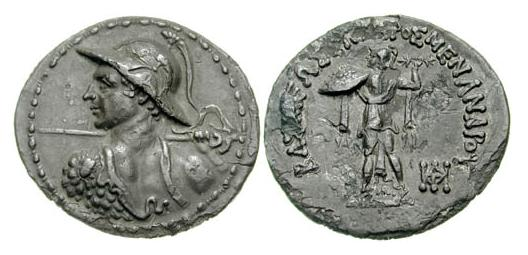
Tetradrachme met de beeltenis van Menander I. Keerzijde: de godin Athena met bliksemschicht.

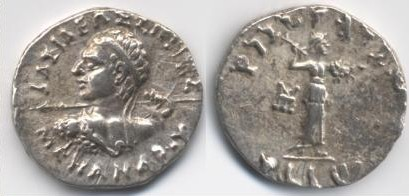
Zilveren drachme van Menander I. Keerzijde: de godin Athena met bliksemschicht.

Menander I Soter (Grieks: Μενανδρος, Menandros; Sanskriet: मिलिंद, Milinda) was in de 2e eeuw v.Chr. een Hellenistische koning van het Indo-Griekse rijk. Menander I wordt gezien als de belangrijkste koning van dit rijk. Hij was een patroon van het boeddhisme en regeerde ongeveer tussen 165 en 130 v.Chr., hoewel exacte jaartallen onbekend zijn.

## Levensloop
De Milindapañhā meldt dat Menander geboren werd in het dorp "Kalasi", dat niet ver van "Alasanda" lag. Alasanda is waarschijnlijk de Griekse stad Alexandrië in de Kaukasus in het tegenwoordige oosten van Afghanistan (de Grieken noemden de Hindoekoesj "Kaukasus"). Oorspronkelijk zou Menander een gouverneur in dienst van koning Demetrios I van Bactrië zijn geweest. Deze koning begon in 184 v.Chr. een campagne om India te veroveren, maar moest deze vanwege een opstand afbreken, om ten slotte vermoord te worden of te sneuvelen.
Niet veel later zou Menander in het zuidoostelijke deel van het rijk van Demetrios aan de macht zijn gekomen, om dit tot zijn dood rond 130 v.Chr. te regeren. Het noordwesten van het rijk ("Grieks Bactrië") kwam na Demetrios' dood in handen van Eukratides I. Menander voerde oorlog met Eukratides en dreef hem terug tot aan de Paropamisadae (het gebied rond de Kabulvallei). Daarmee werd de scheiding tussen Grieks India ten zuiden en Grieks Bactrië ten noorden van de Hindoekoesj definitief.
Menanders hoofdstad was waarschijnlijk Sagala (het tegenwoordige Sialkot in Pakistan). Volgens Strabo zou Menander "Patalena" en "Sigerdis" (Sindh, het gebied rond de Indusdelta) en "Saraostus" (Saurashtra) veroverd hebben. Menander zette bovendien de oorlog die Demetrios tegen het Shungarijk in het oosten was begonnen voort. Strabo meldt dat Menander de Hyphasis (Sutlej) naar het oosten overstak, en oprukte tot aan de Imaüs (Himalaya). De Indo-Grieken zouden tot aan de Shungahoofdstad Pataliputra en de Ganges gekomen zijn, hoewel onduidelijk is of dit onder Demetrios of onder Menander gebeurde. Het laatste wordt waarschijnlijker geacht. De Indische bronnen melden dat de Yavana's (Grieken) de steden Mathura, Panchala en Saketa veroverden en Pataliputra aanvielen. Volgens de Hatigumpha-inscriptie zouden de Grieken uiteindelijk door Kharavela, de koning van Kalinga, zijn teruggedreven.
Menander I was waarschijnlijk de eerste Indo-Griekse koning die zich tot het boeddhisme bekeerde. Niet alleen zijn vraaggesprek met Nagasena duidt daarop, maar ook het feit dat hij munten met boeddhistische symbolen liet slaan. Deze gewoonte werd door vrijwel alle Indo-Griekse koningen na Menander overgenomen. De Indo-Grieken werden vanaf Menander ook actieve zendelingen: de monnik Mahadharmaraksita, die tijdens Menanders regering naar Sri Lanka trok, was bijvoorbeeld afkomstig uit Alasandra.
Plutarchus beschrijft hoe na de dood van koning Menander zijn bevelhebbers ruzie kregen over wie de as van de overledene mocht bezitten. Uiteindelijk werd de as verdeeld. Wat er na de dood van Menander gebeurde is onduidelijk, maar er zijn uit de periode direct na Menanders regering munten gevonden van verschillende koningen. Sommige munten van koning Zoilos I zijn overgeslagen met de beeltenis van Menander, wat mogelijk betekent dat Zoilos nog tijdens het leven van Menander in opstand kwam. Mogelijk regeerde Menanders zoon Thrason korte tijd, alvorens afgezet te worden. Rond 120 v.Chr. werden munten geslagen door onder andere de koningen Lysias, Nycias en Antialkidas. De hypothese dat Menander werd opgevolgd door koningin Agathokleia, die regentes was voor haar zoon Strato I, wordt tegenwoordig minder waarschijnlijk geacht. Men neemt aan dat deze koningin de weduwe van een andere koning was, bijvoorbeeld Nycias.